# Satoki Mukai
Satoki Mukai (jap. 向井識起 Mukai Satoki; ur. 23 grudnia 1999) – japoński zapaśnik walczący w stylu klasycznym. Zajął jedenaste miejsce na mistrzostwach świata w 2021. Brązowy medalista mistrzostw Azji w 2021. Mistrz Japonii w 2019 i 2020; trzeci w 2018 roku.
Jego ojciec Takahiro Mukai, również był zapaśnikiem, olimpijczykiem z Los Angeles 1984 i Seulu 1988.